# 大塚健 (実業家)
大塚 健（おおつか けん、1965年 - ）は、日本の実業家。K-BOOKS会長。

## 来歴
5歳の時に筋ジストロフィーと診断され、20歳までの命と宣告される。
1985年自宅で貸本屋をオープンさせるが、1987年に閉店。
1992年リサイクルショップを巣鴨にオープンさせる。1994年有限会社ケイブックス設立。
世界初の執事喫茶を手がける。
2019年池袋にシネマ館をオープンさせて幅広い年齢層を取り込む。
嫁との出会いは1994年当時16歳だった嫁が店員として採用されたとき、1996年結婚。
2001年誤嚥性肺炎になる。このときに社長から会長となり、嫁が社長に就任。